# Michael Valkanis
Michael Valkanis (Melbourne, 23 augustus 1974) is een Australisch voetbaltrainer en voormalig voetballer. Hij kwam in zijn spelerscarrière uit voor clubs uit zijn thuisland Australië en Griekenland. In juli 2024 werd Valkanis aangesteld als hoofdtrainer van Adana Demirspor.

## Carrièrestatistieken
| Seizoen         | Club               | Land            | Competitie      | Competitie | Competitie | Beker | Beker | Internationaal | Internationaal | Overig | Overig | Totaal | Totaal |
| Seizoen         | Club               | Land            | Competitie      | Wed.       | Dlp.       | Wed.  | Dlp.  | Wed.           | Dlp.           | Wed.   | Dlp.   | Wed.   | Dlp.   |
| --------------- | ------------------ | --------------- | --------------- | ---------- | ---------- | ----- | ----- | -------------- | -------------- | ------ | ------ | ------ | ------ |
| 2005/06         | Adelaide United FC | Australië       | A-League        | 24         | 3          | 3     | 2     | 0              | 0              | 0      | 0      | 27     | 5      |
| 2006/07         | Adelaide United FC | Australië       | A-League        | 23         | 0          | 6     | 0     | 0              | 0              | 0      | 0      | 29     | 0      |
| 2007/08         | Adelaide United FC | Australië       | A-League        | 3          | 0          | 2     | 0     | 6              | 0              | 0      | 0      | 11     | 0      |
| 2008/09         | Adelaide United FC | Australië       | A-League        | 3          | 0          | 2     | 0     | 2              | 0              | 0      | 0      | 7      | 0      |
| Carrière totaal | Carrière totaal    | Carrière totaal | Carrière totaal | 53         | 3          | 13    | 2     | 8              | 0              | 0      | 0      | 74     | 5      |

## Interlandcarrière
Op 16 augustus 2006 debuteerde Valkanis in het Australisch voetbalelftal in een kwalificatiewedstrijd tegen Koeweit (2–0 winst).
| Interlands van Michael Valkanis voor Australië | Interlands van Michael Valkanis voor Australië | Interlands van Michael Valkanis voor Australië | Interlands van Michael Valkanis voor Australië | Interlands van Michael Valkanis voor Australië | Interlands van Michael Valkanis voor Australië |
| №                                              | Datum                                          | Wedstrijd                                      | Uitslag                                        | Soort Wedstrijd                                | Doelpunten                                     |
| Als speler bij Adelaide United FC              | Als speler bij Adelaide United FC              | Als speler bij Adelaide United FC              | Als speler bij Adelaide United FC              | Als speler bij Adelaide United FC              | Als speler bij Adelaide United FC              |
| ---------------------------------------------- | ---------------------------------------------- | ---------------------------------------------- | ---------------------------------------------- | ---------------------------------------------- | ---------------------------------------------- |
| 1.                                             | 16 augustus 2006                               | Australië – Koeweit                            | 2 – 0                                          | Kwalificatie AK 2007                           | 0                                              |

## Trainerscarrière

### Assistent van John van 't Schip
Na zijn carrière ging hij als jeugd- en assistent-trainer aan de slag bij zijn voormalige club Adelaide United FC. Later ging hij aan de slag bij Melbourne City FC. Daar was hij van 2016 tot januari 2017 assistent van John van 't Schip. Na het aftreden van de hoofdcoach mocht hij tot aan het eind van het seizoen aanblijven als interim-coach.
In 2018 werd hij opnieuw assistent van John van 't Schip, ditmaal bij PEC Zwolle. Na een halfjaar werd hij de high-performance coach van de voetbalacademie van de club. In het seizoen 2019-2020 zou Valkanis aanvankelijk de U19 van PEC Zwolle trainen, maar de Australiër ging uiteindelijk aan de slag als assistent van John van 't Schip bij Griekenland. Onder het bewind van de Nederlander miste Griekenland het EK 2020 en het WK 2022. Toen het aflopende contract van Van ‘t Schip in het najaar van 2021 niet verlengd werd, liep ook het avontuur van Valkanis bij de Grieken ten einde.

### KAS Eupen
In januari 2022 kwam Valkanis de trainersstaf van de Belgische eersteklasser KAS Eupen versterken als assistent-trainer. Op 16 januari 2022 verving Valkanis tijdens de competitiewedstrijd tegen Cercle Brugge hoofdtrainer Stefan Krämer, die na een positieve coronatest verstek moest geven. Ook een week later viel hij in, ditmaal tegen KV Kortrijk.
Toen Krämer op 16 februari 2022 werd ontslagen, maakte Eupen bekend dat Valkanis tot het einde van het seizoen zou overnemen als hoofdtrainer. Eupen, dat onder Krämer goed aan het seizoen was begonnen en na tien speeldagen zelfs (gedeeld) aan de leiding stond, had op dat moment slechts vier punten meer dan RFC Seraing, het nummer zeventien in het klassement. Valkanis sprokkelde in de resterende zeven competitiewedstrijden 5 op 21, waardoor de club net als Zulte Waregem met vier punten meer dan nummer zeventien Seraing eindigde. Onder zijn leiding verloor Eupen ook de terugwedstrijd van de halve finale van de Beker van België tegen RSC Anderlecht, nadat Krämer in de heenwedstrijd een 2-2-gelijkspel had behaald. 
In april 2022 raakte bekend dat Valkanis en Eupen uit elkaar gingen. De Oostkantonners lieten weten dat het vanaf het begin was afgesproken dat Valkanis slechts tot het einde van het seizoen zou blijven. Een maand later werd Bernd Storck aangesteld als trainer voor het seizoen 2022/23.

### Ajax
In seizoen 2023/24 was hij vanaf november assistent-trainer bij Ajax, opnieuw als assistent van John van 't Schip. In december 2023 werd Ajax bij afwezigheid van van 't Schip onder leiding van Valkanis uitgeschakeld in het KNVB-bekertoernooi door de amateurs van USV Hercules.